# Johanna Björkman
Johanna Björkman, född 1973, är en svensk advokat, DNA-expert och författare. Hon har varit kammaråklagare i Stockholm samt doktorerar vid Stockholms universitet om hur forensisk bevisning skall värderas (med fokus på DNA-bevisning).
Björkman fick sin utbildning vid Georgetown University, New York University School of Law och Stockholms universitet. Hon är krönikör på Dagens Juridik och ofta anlitad som juridisk kommentator i media avseende DNA-bevis, processrättsliga frågor och personliga integritetsperspektiv.
Under åren 2015-2016 var hon en av experterna i TV-programmet Brottsplats Sverige på TV4. Hon förekommer regelbundet som juridisk expert i TV4 och SVT, men även i P4 Extra. Under åren 2019-2021 medverkade hon som en av tre återkommande experter i TV-programmet Veckans brott på SVT.